# Hieracium maculatum
Hieracium maculatum es una especie de planta con flor del género Hieracium, de la familia Asteraceae, orden Asterales.

## Distribución
Hieracium maculatum se distribuye por Austria, Bélgica, Bulgaria, exChecoslovaquia, Francia, Alemania, Gran Bretaña, Hungría, Italia, Países Bajos, Cáucaso del Norte, Polonia, España, Suiza, Transcaucaso, Turquía y Ucrania.

## Taxonomía
Fue descrita científicamente por Schrank.